# Международная ассоциация университетов
Международная ассоциация университетов (англ. International Association of Universities) — общественная организация, объединяющая учреждения высшего профессионального образования. Секретариат организации расположен в Париже.

## История
Международная ассоциация университетов основана в 1950 году при поддержке ЮНЕСКО и объединяет более 650 учреждений высшего образования из 150 стран.
Ассоциация способствует защите общекультурных ценностей и правовых принципов в сфере высшего образования, представлению и защите интересов университетов на мировой арене, развитию принципа свободы и справедливости, человеческого достоинства и солидарности посредством учебной деятельности, созданию гибкой правовой базы, регламентирующей отношения между образовательными учреждениями всего мира, а также содействию улучшению высшего образования в целом.

## См.также
- Ассоциация университетов Европы
- Ассоциация средиземноморских университетов